# Маргум
Маргум (лат. Margum, грч.  [Márgos]) је био римски град на десној обали Велике Мораве, у близини њеног ушћа у Дунав, код Дубравице, тадашњој римској провинцији познатој као Горња Мезија. Крајем 1. века подигнут је војни логор у коме је кратко била стационирана легија Флавија IV. Каструм у Маргуму није археолошки потврђен, а о њему посредно сведоче епиграфски споменици, опеке са жигом и постојање канаба. У касној антици Маргум је обезбеђивао прелаз преко реке Дунав. У њему су се састали 434. године ромејски и хунски посланици, а 441. године освојили су га и разорили Хуни. Откривени су остаци касноантичких терми и делимично су истражене римска, рановизантијска и гепидска некропола.
Ово стратешки битно утврђење је било насељено у континуитету од праисторије до средњег века. Маргум се налазио на месту где се Велика Морава уливала у Дунав и представљао је важну геополитичку локацију у источној Европи. Ту су се укрштале највеће саобраћајнице, копнени и водени пут.
Овај град спомиње се у изворима као место убиства Карина, 284. године, које је омогућило долазак цара Диоклецијана на власт и место сукоба Сабинијана (војног намесника Илирије) и Мунда (готског савезника) 505. године.
434. године у Маргуму су се састали ромејски и хунски посланици. 441. град су разорили Хуни под вођством Атиле.
На овој локацији је постојао град и у раном средњем веку који се у изворима помиње као Моравије или Морава.
Локалитет је доста неистражен, а почетна ископавања су резултирала проналажењем керамике из свакодневног живота, римски новац, металних предмета, бронзане посуде за ливење накита, као и остатке камених пећи. На локалитету је пронађена и једна мермерна глава императора. Већа је од природне величине, што значи да је глава бога или императора пошто су њихове скулптуре једино могле да буду приказане у величини већој од природне.
Археолошка истраживања у периоду од 1948. до 1950. године, показала су да је подручје насељено у време старчевачке културе и било је значајан локалитет у време винчанске културе и свих каснијих праисторијских периода.
Насупрот града преко Дунава налазио се град Контра Маргум (лат. Contra Margum).